# Constanza Gorches
Constanza Gorches (* 5. Februar 1998 in Mexiko-Stadt) ist eine ehemalige mexikanische Tennisspielerin.

## Karriere
Gorches begann mit sechs Jahren das Tennisspielen und ihre bevorzugten Beläge sind Sand und Hartplatz. Sie spielt hauptsächlich auf dem ITF Women’s Circuit, auf dem sie bisher noch keinen Turniersieg erringen konnte. Mit ihrer Doppelpartnerin Victoria Rodríguez stand sie im Oktober 2013 im Finale des 25.000 US-Dollar-Turniers in Tampico, das die beiden mit 3:6 und 4:6 gegen die Paarung María Fernanda Álvarez Terán und María Irigoyen verloren.
Ihre besten Weltranglistenpositionen erreichte sie im Einzel im Oktober 2015 mit Rang 709 sowie im Doppel im Dezember 2013 mit Rang 627.